# تلخ أب السفلي (كوهمرة خامي)
تلخ أب السفلی (بالفارسية: تلخآب سفلی بیدک) هي قرية تقع في إيران في قسم كوهمرة خامي الريفي. يقدر عدد سكانها بـ 161 نسمة بحسب إحصاء 2016.